# Lipik
Lipik – miasto w Chorwacji, w żupanii pożedzko-slawońskiej, siedziba miasta Lipik. W 2011 roku liczyło 2258 mieszkańców.